# Morti nel 904
| Questa pagina contiene informazioni ricavate automaticamente dalle voci biografiche con l'ausilio del template Bio e di un bot. L'aggiornamento è periodico e automatico e ricostruisce completamente la pagina. Se manca una persona in questa lista, sei pregato di non aggiungerla, ma accertati piuttosto che la sua voce biografica contenga il template Bio e che i dati anagrafici siano correttamente compilati. Se il template Bio manca, inseriscilo tu stesso o, in alternativa, metti l'avviso {{tmp\|Bio}} che ne segnala la mancanza. Se i dati riportati sono sbagliati, correggi direttamente la voce biografica; le modifiche saranno visibili in questa lista entro pochi giorni. Per chiarimenti vedi il progetto biografie. La lista contiene solo le 7 persone che sono citate nell'enciclopedia e per le quali è stato implementato correttamente il template Bio. Pagina aggiornata al 18 mag 2025. |

- 30 dicembre - Harun ibn Khumarawayh, sultano turco (n. 882)
- Arsenio da Armo, religioso e santo italiano (n. 810)
- Cristoforo, cardinale italiano
- Guinidilda d'Empúries, regina
- Ki no Tomonori, funzionario, poeta e scrittore giapponese
- Kurszán
- Yahya ibn al-Qasim, sultano marocchino